# Tatjana Koedrjavtseva
Tatjana Vasiljevna Koedrjavtseva (Russisch: Татьяна Васильевна Кудрявцева) (Leningrad, 26 augustus 1937), is een voormalig basketbalspeelster die uitkwam voor het nationale team van de Sovjet-Unie. Ze werd Meester in de sport van de Sovjet Unie.

## Carrière
Koedrjavtseva speelde voor GOLIFK Leningrad.
Met het nationale team van de Sovjet-Unie won Koedrjavtseva zilver in 1957 op het Wereldkampioenschap en één keer zilver op het Europees Kampioenschap in 1958.

## Erelijst
- Wereldkampioenschap:
  - Zilver: 1957
- Europees Kampioenschap:
  - Zilver: 1958